# Muizenberg

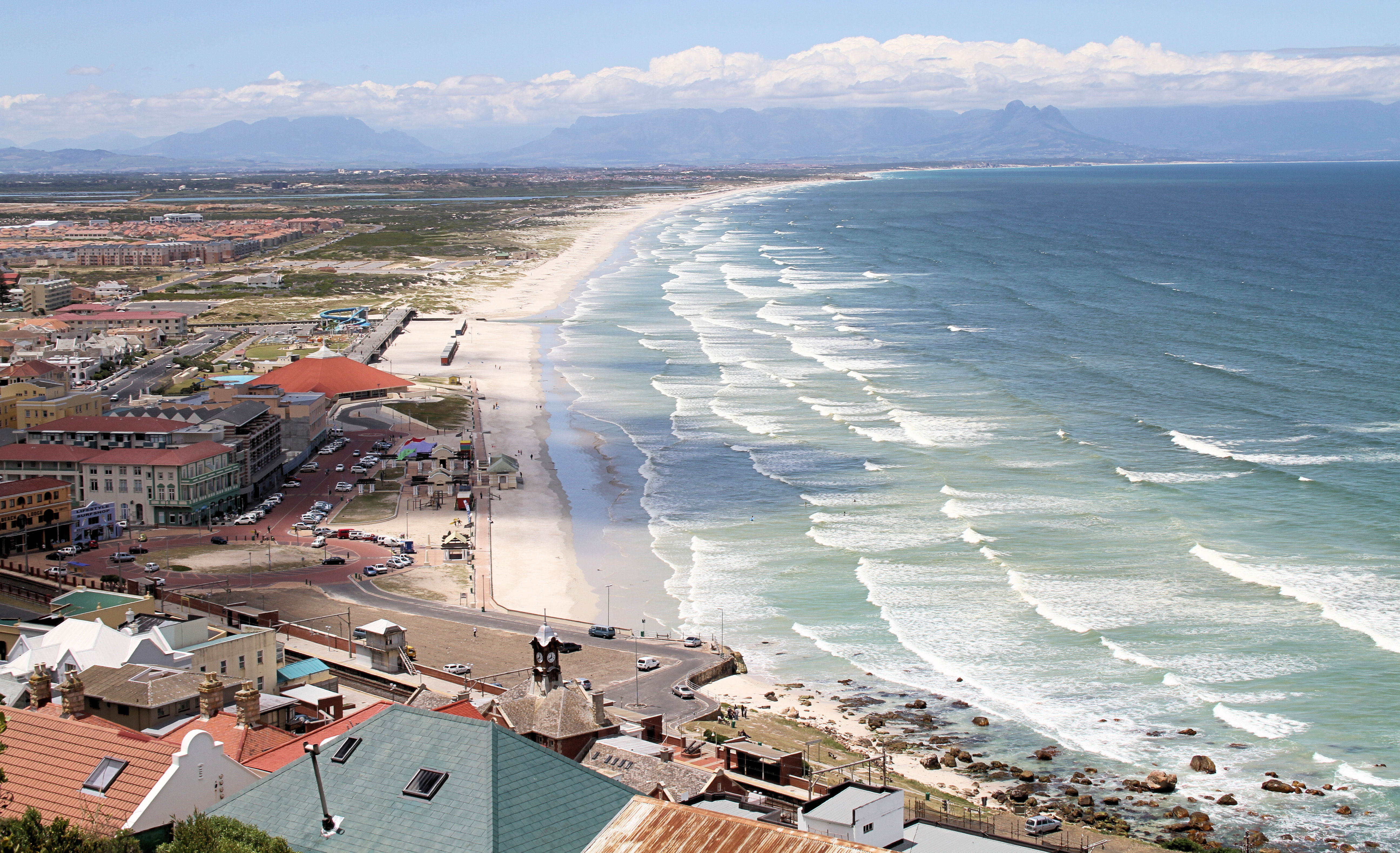
Muizenberg vista da Boyes Drive

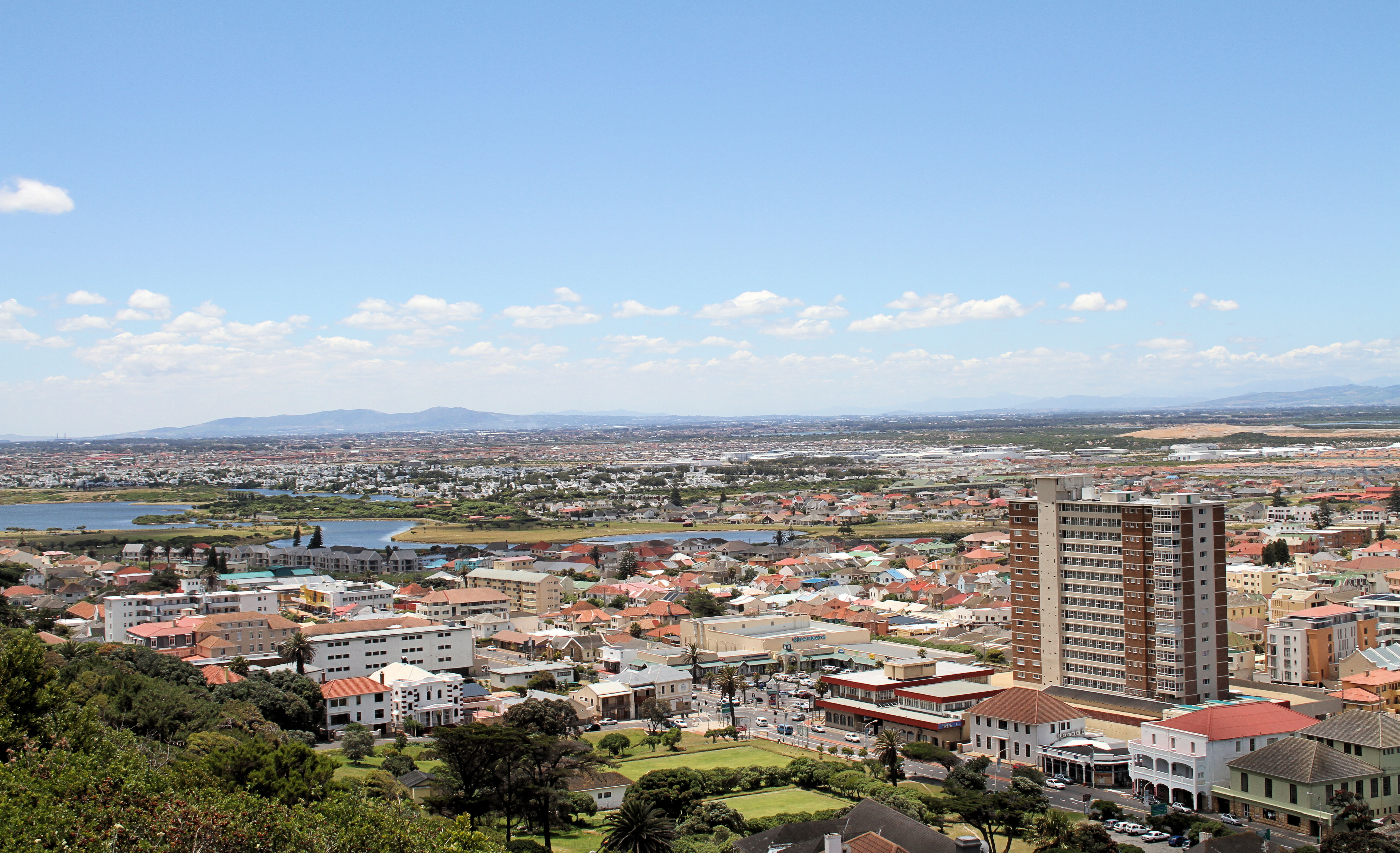
Muizenberg com Zandvlei, Centro

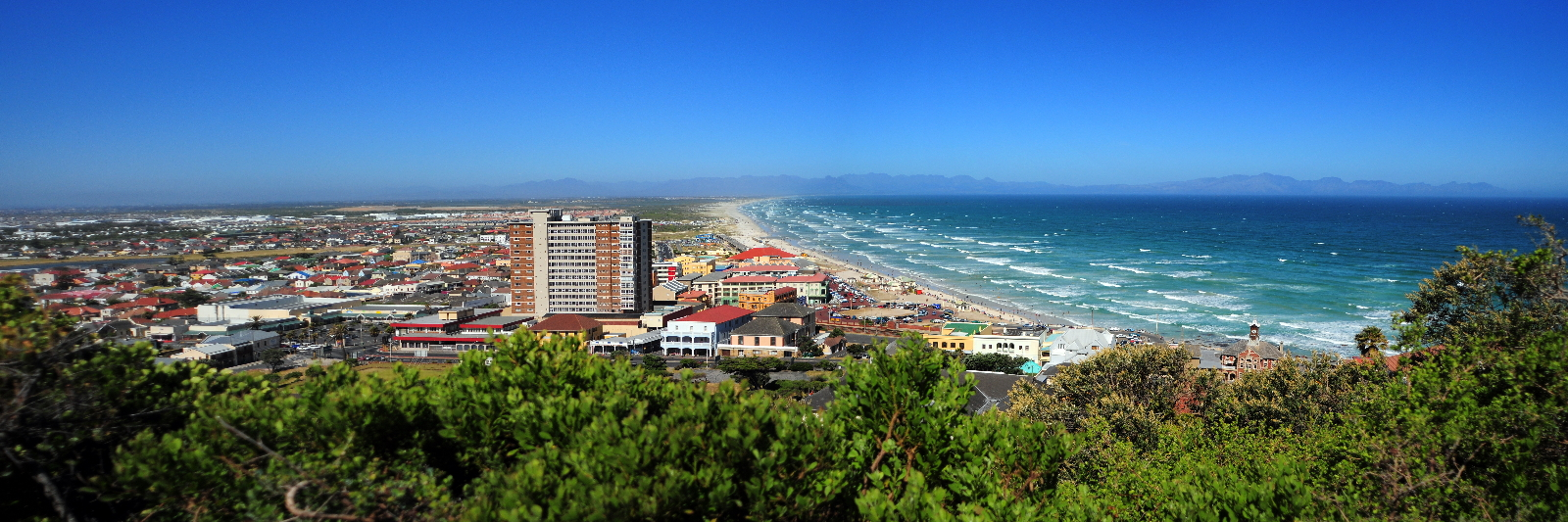
Vista para Muizenberg de Rondevlei (Grassy Park).

Muizenberg é um subúrbio à beira-mar da Cidade do Cabo, África do Sul. Está situado onde a margem da Península do Cabo se curva e volta para o leste na costa de False Bay. É considerado o berço do surf na África do Sul e é o lar do Instituto Africano de Ciências Matemáticas.
Historicamente, a cidade tem vários marcos especiais, incluindo Posthuys Het (Casa Post), Casa de Rodes e o local da Batalha de Muizenberg.
A Casa de Rodes é uma pequena casa em frente ao mar que Cecil Rhodes comprou para utilizar como uma casa de férias e tendo ali falecido em 1902. A casa está preservada como um museu dedicado à vida de Rodes e é aberto ao público.
Het Posthuys é um dos edifícios mais antigos na África do Sul, que data de cerca de 1742. Foi construído pela Companhia Holandesa das Índias Orientais, como uma casa de pedágio para aplicar um imposto sobre os agricultores que por ali passam para vender seus produtos aos navios atracados na Baía de Simon. Um dos titulares de cargos iniciais era o Sargento Muys, de quem Muizenberg - anteriormente Muysenbergh e Muys zijn Bergh (Montanha do Muys) antes disso - recebe o seu nome. Após servir como uma delegacia de polícia, estábulos, bordel, hotel e casa particular, o prédio foi identificado por aquilo que era na década de 1980 e restaurado com recursos da Corporação Anglo-americana. A casa é cuidada pela Sociedade de Conservação Histórica de Muizenberg e contém uma pequena coleção de fotos e artigos de interesse relacionados com primeiros dias em Muizenberg. Está aberto ao público.
A Batalha de Muizenberg era um caso militar pequeno, porém significativo que começou em junho de 1795 e terminou três meses depois, com a ocupação britânica do Cabo da Boa Esperança. Assim começou o período de controle britânico do Cabo, e, posteriormente, grande parte da África Austral. O remanescente histórico da Batalha de Muizenberg é um local na encosta com vista para False Bay, que contém os restos de uma fortaleza defensiva, cuja construção foi iniciada pelos holandeses em 1795 e expandida pelos britânicos a partir de 1796 em diante.
Muizenberg tem uma praia que se estende por todo o caminho em volta do topo da False Bay até Strand, com uma distância de mais de 20 km. False Bay, conhecido por sua população de tubarões brancos, também tem um serviço de vigia contra tubarões, conhecido como Shark Spotters , que opera a partir de Muizenberg, sinalizando alertas quando os tubarões estão próximos a costa, apresentando perigo a banhistas e surfistas. Acima de Muizenberg há uma linha de penhascos íngremes que é muito popular para prática de escalada. No entanto, certas partes do penhasco estão fora dos limites para os escaladores quando as aves nidificam nas bordas.
O estuário Zandvlei entra no oceano em Muizenberg. É um dos estuários mais importantes para a desova de peixes no litoral e é a casa do Iate Clube Imperial e Canoe Club Península.
Muizenberg abriga um dos campus universitários em False Bay do Edifício Cinnabar, com uma torre de apartamentos. A faculdade foi criada em setembro de 2002, quando o South Peninsula College (estabelecida 1970) e do Colégio Westlake (estabelecida 1954) foram fundidas.  Muizenberg é também a casa do Instituto Africano de Ciências Matemáticas (AIMS), um centro pan-Africano para educação e pesquisa em ciências matemáticas.